# Родопа (футбольний клуб)
«Родопа» Смолян (болг. ФК Родопа Смолян) — болгарський футбольний клуб з міста Смолян. Домашні матчі команда проводить на стадіоні «Септемврі», що вміщає близько 6 000 глядачів.

## Історія
В 1927 році в Смоляні було утворено клуб «Родопець», правонаступником якого вважає себе нинішня «Родопа» (так влітку 2010 року вона змінила свою назву на «Родопа 1927»).
Після 1944 року в місті, як і по всій країні, проводилася серія реорганізацій спортивних клубів, які існували на той момент. Після періоду добровільних спортивних товариств (ДСО), організованих за виробничим принципом, у 1957 році в місті був створений єдиний «ДФС Родопа». 1985 року від нього відділився футбольний клуб «Родопа», який почав розвиватися самостійно.
В сезоні 2002/03 «Родопа» посіла перше місце у Групі Б і вперше у своїй історії отримала право брати участь у найвищому дивізіоні країни. У дебютному сезоні на вищому рівні вона посіла 10-е місце. Цей результат став найкращим в історії «Родопи». Наступні три роки вона боролася за виживання в лізі, вилетівши з Групи А за підсумками сезону 2006/07.
Згодом «Родопа» зіткнулася з нестачею грошей, що вилилося в кризу. У сезоні 2008/09 вона грала у Східній Групі «Б», закінчивши його в двох очках від зони вильоту. У наступному сезоні «Родопа» і зовсім знялася з чемпіонату під час зимової перерви і в матчах, що залишилися, їй були зараховані технічні поразки з рахунком 0:3. Команда була переведена на аматорський рівень.
Влітку 2010 року вона була перейменована в «Родопа 1927» і об'єднана з іншим місцевим клубом «Смоляном 2000». Команді вдалося закінчити сезон 2010/2011 на 15-му місці у південно-східному дивізіоні аматорської Групи В, але у наступному сезоні 2011/12 команда після 14-го туру, 4 листопада, знялася і з аматорської першості.
Надалі команда під назвою «Родопа» стала виступати в обласній лізі, а 2019 року повернулась до аматорської Третьої ліги

## Досягнення
- Десяте місце в Групі А: 2003/04 (найкращий результат)
- Переможець Групи Б: 2002/03
- Чвертьфінал Кубка Болгарії: 200
- Переможець Кубка аматорської футбольної ліги: 1998